# Gellius Egnatius
Gellius Egnatius (?) - (295 av. J.-C.) est un général de l’armée samnite en Étrurie de 298 à 295 av. J.-C., durant la troisième guerre samnite.

## Biographie
Gellius Egnatius organise une grande alliance anti-romaine avec les Étrusques, les Ombriens et enfin des mercenaires gaulois. Il combat les consuls romains Appius Claudius Caecus et Lucius Volumnius Flamma Violens.
Commandant en chef à la bataille de Sentinum en -295, il meurt bravement en défendant l’entrée du camp samnite contre les Romains, à la fin de la bataille où ses troupes ont été vaincues.